# Scherma alla XXVII Universiade
Il torneo di scherma della XXVII Universiade si è svolto a Kazan', in Russia, dal 6 al 12 luglio 2013.

## Podi

### Uomini
| Evento               | Oro                                                                           | Argento                                                                              | Bronzo                                                                       |
| Fioretto individuale | Aleksej Čeremisinov                                                           | Son Young-Ki                                                                         | Edoardo Luperi                                                               |
| Fioretto individuale | Aleksej Čeremisinov                                                           | Son Young-Ki                                                                         | Daniele Garozzo                                                              |
| Sciabola individuale | Kamil' Ibragimov                                                              | Luigi Angelo Miracco                                                                 | Massimiliano Murolo                                                          |
| Sciabola individuale | Kamil' Ibragimov                                                              | Luigi Angelo Miracco                                                                 | Veniamin Rešetnikov                                                          |
| Spada individuale    | Dong Chao                                                                     | Ruslan Kurbanov                                                                      | Max Heinzer                                                                  |
| Spada individuale    | Dong Chao                                                                     | Ruslan Kurbanov                                                                      | Tristan Tulen                                                                |
| Fioretto a squadre   | Russia Artur Achmatchuzin Aleksej Čeremisinov Renal Ganeev Aleksej Chovanskij | Italia Tobia Biondo Alessio Foconi Daniele Garozzo Edoardo Luperi                    | Francia Benoît Journet Enzo Lefort Vincent Simon Jean-Paul Tony Helissey     |
| Sciabola a squadre   | Russia Kamil' Ibragimov Nikolaj Kovalëv Nikita Proskura Veniamin Rešetnikov   | Italia Francesco D'Armiento Luigi Angelo Miracco Massimiliano Murolo Riccardo Nuccio | Francia Fabien Ballorca Tristan Laurence Romain Miramon Choy Arthur Zatko    |
| Spada a squadre      | Francia Alexandre Blaszyck Yannick Borel Alex Fava Daniel Jérent              | Cina Chen Yadong Dong Chao Jiang Chenyang Li Hua                                     | Kazakistan Dmitrij Aleksanin Elmir Alimanov Dmitrij Grjaznov Ruslan Kurbanov |

### Donne
| Evento               | Oro                                                                           | Argento                                                                       | Bronzo                                                                           |
| Fioretto individuale | Inna Deriglazova                                                              | Larisa Korobejnikova                                                          | Alice Volpi                                                                      |
| Fioretto individuale | Inna Deriglazova                                                              | Larisa Korobejnikova                                                          | Diana Jakovleva                                                                  |
| Sciabola individuale | Ol'ha Charlan                                                                 | Kim Ji-Yeon                                                                   | Ekaterina D'jačenko                                                              |
| Sciabola individuale | Ol'ha Charlan                                                                 | Kim Ji-Yeon                                                                   | Halyna Pundyk                                                                    |
| Spada individuale    | Shin A-Lam                                                                    | Sun Yiwen                                                                     | Marie-Florence Candassamy                                                        |
| Spada individuale    | Shin A-Lam                                                                    | Sun Yiwen                                                                     | Simona Pop                                                                       |
| Fioretto a squadre   | Russia Julija Birjukova Inna Deriglazova Larisa Korobejnikova Diana Jakovleva | Italia Valentina De Costanzo Francesca Palumbo Alice Volpi Martina Batini     | Polonia Marta Łyczbińska Monika Paliszewska Emilia Rygielska Martyna Synoradzka  |
| Sciabola a squadre   | Corea del Sud Kim Ji-Yeon Lee Ra-Jin Lee Woo-Ree                              | Italia Benedetta Baldini Martina Petraglia Lucrezia Sinigaglia Loreta Gulotta | Russia Ekaterina D'jačenko Jana Egorjan Dina Galiakbarova Julija Gavrilova       |
| Spada a squadre      | Francia Marie-Florence Candassamy Josephine Coquin Auriane Mallo Lauren Rembi | Corea del Sud Choi Eun-Sook Choi In-Jeong Shin A-Lam                          | Ucraina Anastasija Ivčenko Olena Kryvyc'ka Ksenija Panteljejeva Anfisa Počkalova |

## Medagliere
| Pos.   | Paese         |    |    |    | Totale |
| ------ | ------------- | -- | -- | -- | ------ |
| 1      | Russia        | 6  | 1  | 4  | 11     |
| 2      | Corea del Sud | 2  | 3  | 0  | 5      |
| 3      | Francia       | 2  | 0  | 3  | 5      |
| 4      | Cina          | 1  | 2  | 0  | 3      |
| 5      | Ucraina       | 1  | 0  | 2  | 3      |
| 6      | Italia        | 0  | 5  | 4  | 9      |
| 7      | Kazakistan    | 0  | 1  | 1  | 2      |
| 8      | Paesi Bassi   | 0  | 0  | 1  | 1      |
| 8      | Polonia       | 0  | 0  | 1  | 1      |
| 8      | Romania       | 0  | 0  | 1  | 1      |
| 8      | Svizzera      | 0  | 0  | 1  | 1      |
| Totale | Totale        | 12 | 12 | 18 | 42     |